# Una serata al Piper
Una serata al Piper è un album compilation contenente brani beat e rock psichedelico di band italiane collegate al Piper Club. L'album fu pubblicato dalla ARC nel 1966.

## Tracce

### Side A
1. I Rokketti - Wolly Bully
2. I Rokketti - Candy Man
3. I Delfini - Memphis Tennessee
4. I Delfini - The Last Time

### Side B
1. Mike Liddell & gli Atomi - Bye Bye Johnny
2. Mike Liddell & gli Atomi - You Really Got Me
3. I Jaguars - Michigan Avenue
4. I Jaguars - It's All Over Now